# Hydnocarpus scortechinii
Hydnocarpus scortechinii är en tvåhjärtbladig växtart som beskrevs av George King. Hydnocarpus scortechinii ingår i släktet Hydnocarpus och familjen Achariaceae. Inga underarter finns listade i Catalogue of Life.